# Northwestern Air
Northwestern Air (mã IATA = J3, mã ICAO = PLR) là hãng hàng không của Canada, trụ sở ở Fort Smith, Northwest Territories. Hãng có các tuyến đường quốc nội. Căn cứ chính của hãng ở Sân bay Fort Smith và các căn cứ khác ở Sân bay quốc tế Edmonton, Sân bay quốc tế Kelowna, Sân bay Grande Prairie cùng Sân bay Yellowknife..

## Lịch sử
Northwestern Air được thành lập năm 1965 như 1 công ty cho thuê máy bay. Hãng bắt đầu có các chuyến bay từ năm 1968 và mở rộng mạng lưới các tuyến đường từ năm 1984. Hãng do gia đình Harrold làm chủ và có 45 nhân viên (tháng 3/2007)..

## Các nơi đến
(Tháng 5/2008):
- Alberta
  - Calgary
  - Edmonton
  - Fort McMurray
  - Peace River
  - Red Deer
- Northwest Territories
  - Fort Smith
  - Yellowknife

## Đội máy bay
(Tháng 3/2007):
- 3 BAe Jetstream 31
- 1 BAe Jetstream 32
- 2 Raytheon Beech B99
- 1 Cessna 208 Caravan

## Đội máy bay ngưng hoạt động
(tháng 6/2006):
- 1 de Havilland Canada DHC-2 Beaver
- 1 Cessna 210 Centurion
- 1 Cessna 185 Skywagon